# ترانه‌شناسی پرویز مقصدی
ترانه‌شناسی پرویز مقصدی آهنگساز ایرانی متولد سال ۱۳۱۷ در لنینگراد بود. وی در سال ۱۳۸۸ در سن ۷۱ سالگی بر اثر سرطان ریه در دنور کلرادو درگذشت.

## آهنگسازی
| خواننده          | نام ترانه                            | ترانه‌سرا        | آهنگ        | تنظیم          |
| ---------------- | ------------------------------------ | --------------- | ----------- | -------------- |
| ویگن             | جدایی                                | نظام فاطمی      | پرویز مقصدی | پرویز مقصدی    |
| ویگن             | ماهیگیر                              | پرویز وکیلی     | پرویز مقصدی | پرویز مقصدی    |
| ویگن             | عروس دریا                            | پرویز وکیلی     | پرویز مقصدی | پرویز مقصدی    |
| ویگن             | صیاد                                 | پرویز وکیلی     | پرویز مقصدی | پرویز مقصدی    |
| ویگن             | دریای بی آرام                        | پرویز وکیلی     | پرویز مقصدی | پرویز مقصدی    |
| ویگن             | عشق پنهان                            | پرویز وکیلی     | پرویز مقصدی | پرویز مقصدی    |
| ویگن             | گل سرخ                               | ایرج جنتی عطایی | پرویز مقصدی | آندرانیک       |
| ویگن             | غروب آشنایی                          | ایرج جنتی عطایی | پرویز مقصدی | پرویز مقصدی    |
| ویگن             | تنهای تنها                           | تورج نگهبان     | پرویز مقصدی | پرویز مقصدی    |
| ویگن             | گریه ابر                             | ابوالقاسم حالت  | پرویز مقصدی | پرویز مقصدی    |
| ویگن             | بازگشت                               | پرویز وکیلی     | پرویز مقصدی | پرویز مقصدی    |
| ویگن             | روزگار                               | پرویز وکیلی     | پرویز مقصدی | پرویز مقصدی    |
| ویگن             | گمشده                                | پرویز وکیلی     | پرویز مقصدی | پرویز مقصدی    |
| ویگن             | مرد سرگردان                          | پرویز وکیلی     | پرویز مقصدی | منوچهر چشم‌آذر  |
| ویگن             | تنهای تنها                           | تورج نگهبان     | پرویز مقصدی | پرویز مقصدی    |
| عارف             | دریاچه نور                           | پرویز وکیلی     | پرویز مقصدی | منوچهر چشم آذر |
| عارف             | دیشب خواب تو را دیدم                 | پرویز وکیلی     | پرویز مقصدی | پرویز مقصدی    |
| عارف             | آدم برفی                             | شهیار قنبری     | پرویز مقصدی | پرویز مقصدی    |
| عارف             | شهر من                               | پرویز وکیلی     | پرویز مقصدی | واروژان        |
| عارف             | دلم باور نداره                       | شهیار قنبری     | پرویز مقصدی | پرویز مقصدی    |
| عارف             | هیزم نیمه نیمه                       | مسعود هوشمند    | پرویز مقصدی | پرویز مقصدی    |
| عارف             | برگشته مژگان                         | ایرج جنتی عطایی | پرویز مقصدی | پرویز مقصدی    |
| عارف             | دختر رویایی                          | ایرج جنتی عطایی | پرویز مقصدی | پرویز مقصدی    |
| عارف             | زیر باران                            | نظام فاطمی      | پرویز مقصدی | پرویز مقصدی    |
| عارف             | بیگانه                               | پرویز وکیلی     | پرویز مقصدی | پرویز مقصدی    |
| عارف             | ساز سینه                             | پرویز وکیلی     | پرویز مقصدی | پرویز مقصدی    |
| عارف             | بیست سالگی                           | اردلان سرفراز   | پرویز مقصدی | پرویز مقصدی    |
| عارف             | نصیحت                                | کریم محمودی     | پرویز مقصدی | واروژان        |
| عارف             | گل شوره زار                          | پرویز وکیلی     | پرویز مقصدی | پرویز مقصدی    |
| رامش             | بلم رانان                            | ایرج جنتی عطایی | پرویز مقصدی | پرویز مقصدی    |
| رامش             | بیا یک بوس بده با ضیا                |                 | پرویز مقصدی | پرویز مقصدی    |
| رامش             | چی می شه                             | ایرج رزمجو      | پرویز مقصدی | پرویز مقصدی    |
| رامش             | من وجودم مال توست                    | ایرج رزمجو      | پرویز مقصدی | پرویز مقصدی    |
| رامش             | دیگه بسه دل من                       | ایرج جنتی عطایی | پرویز مقصدی | پرویز مقصدی    |
| رامش             | دریا دریا                            | ایرج جنتی عطایی | پرویز مقصدی | پرویز مقصدی    |
| رامش             | نم نم بارون میاد                     | ایرج جنتی عطایی | پرویز مقصدی | پرویز مقصدی    |
| رامش             | بی تو من کسی ندارم                   | ایرج جنتی عطایی | پرویز مقصدی | پرویز مقصدی    |
| رامش             | اسیر                                 | زهرا دانشیان    | پرویز مقصدی | پرویز مقصدی    |
| رامش             | بی تو دلم تنگه                       | ایرج جنتی عطایی | پرویز مقصدی | پرویز مقصدی    |
| رامش             | آدمک                                 | شکوه قاسم نیا   | پرویز مقصدی | پرویز مقصدی    |
| رامش             | مادر                                 | پرویز مقصدی     | پرویز مقصدی | پرویز مقصدی    |
| گوگوش            | قصه وفا                              | ایرج جنتی عطایی | پرویز مقصدی | پرویز مقصدی    |
| گوگوش            | دیگه گل وا نمی شه                    | مهدی پرنگ       | پرویز مقصدی | پرویز مقصدی    |
| گوگوش            | می خوام آروم بگیرم                   | ایرج جنتی عطایی | پرویز مقصدی | پرویز مقصدی    |
| گوگوش            | حالا باور بکنم یا که باور نکنم       | ذبیح بداغی      | پرویز مقصدی | پرویز مقصدی    |
| گوگوش            | گاهی خنده گاهی گریه                  | مسعود هوشمند    | پرویز مقصدی | پرویز مقصدی    |
| گوگوش            | بیقرار                               | ایرج جنتی عطایی | پرویز مقصدی | پرویز مقصدی    |
| گوگوش            | ساحل و دریا                          | هوشنگ توفیقی    | پرویز مقصدی | پرویز مقصدی    |
| گوگوش            | گل بی گلدون                          | هوشنگ توفیقی    | پرویز مقصدی | پرویز مقصدی    |
| گوگوش            | گریه کن ای قلب من                    | پوری بنایی      | پرویز مقصدی | پرویز مقصدی    |
| گوگوش            | دل تنگم بناله                        | مهدی پرنگ       | پرویز مقصدی | پرویز مقصدی    |
| گوگوش            | کوچه میعاد                           | شهرام           | پرویز مقصدی | پرویز مقصدی    |
| گوگوش            | بیا که آرزوم همینه                   | ایرج جنتی عطایی | پرویز مقصدی | پرویز مقصدی    |
| گوگوش            | خواب                                 | پرویز وکیلی     | پرویز مقصدی | پرویز مقصدی    |
| داریوش           | به من نگو دوست دارم                  | مصطفی جاویدان   | پرویز مقصدی | پرویز مقصدی    |
| داریوش           | تنگه غروبه با کیوان و ماسیس          | کریم محمودی     | پرویز مقصدی | پرویز مقصدی    |
| داریوش           | لالایی                               | مسعود هوشمند    | پرویز مقصدی | پرویز مقصدی    |
| داریوش           | عشق بی حاصل                          | ایرج جنتی عطایی | پرویز مقصدی | پرویز مقصدی    |
| داریوش           | گذشته‌های دور                         | کریم محمودی     | پرویز مقصدی | پرویز مقصدی    |
| داریوش           | چی می شه گفت                         | ایرج رزمجو      | پرویز مقصدی | سیمون          |
| داریوش           | غم عشقت با کیوان و افشین             | مینا اسدی       | پرویز مقصدی | پرویز مقصدی    |
| داریوش           | شیطنت با کیوان و افشین               | رضا شمسا        | پرویز مقصدی | پرویز مقصدی    |
| داریوش           | حسود                                 | ایرج رزمجو      | پرویز مقصدی | پرویز مقصدی    |
| داریوش           | تلافی                                | ایرج رزمجو      | پرویز مقصدی | پرویز مقصدی    |
| داریوش           | داد از این دل                        | باباطاهر        | پرویز مقصدی | منوچهر چشم‌آذر  |
| داریوش           | مار در محراب                         | ایرج جنتی عطایی | پرویز مقصدی | پرویز مقصدی    |
| گیتی پاشایی      | دل من گریه نکن                       | سعید دبیری      | پرویز مقصدی | پرویز مقصدی    |
| گیتی پاشایی      | سرگذشت                               | ایرج جنتی عطایی | پرویز مقصدی | پرویز مقصدی    |
| گیتی پاشایی      | دیوار جدائی                          | ایرج جنتی عطایی | پرویز مقصدی | پرویز مقصدی    |
| گیتی پاشایی      | شادی با من قهره                      | کریم محمودی     | پرویز مقصدی | پرویز مقصدی    |
| گیتی پاشایی      | عشق اول و آخر                        | مسعود هوشمند    | پرویز مقصدی | پرویز مقصدی    |
| گیتی پاشایی      | ی تعبیر                              | آدر صراف پور    | پرویز مقصدی | پرویز مقصدی    |
| منوچهر سخائی     | کلاغ‌ها                               | نوذر پرنگ       | پرویز مقصدی | پرویز مقصدی    |
| منوچهر سخائی     | لالائی                               | ایرج جنتی عطایی | پرویز مقصدی | پرویز مقصدی    |
| منوچهر سخائی     | بذار امشب بخوابم                     | ایرج جنتی عطایی | پرویز مقصدی | پرویز مقصدی    |
| افشین مقدم       | وقتی می گم دوست دارم                 | مینا اسدی       | پرویز مقصدی | پرویز مقصدی    |
| آرتوش            | نفرین                                | پرویز وکیلی     | پرویز مقصدی | پرویز مقصدی    |
| اونیک            | می تونی مشت من و ابکنی               | پرویز وکیلی     | پرویز مقصدی | پرویز مقصدی    |
| اونیک            | کی می خواد آتیش میون من و تو وا بکنه | کریم محمودی     | پرویز مقصدی | پرویز مقصدی    |
| ابی              | جدایی                                | مسعود امینی     | پرویز مقصدی | کاظم عالمی     |
| مرتضی            | عشق زودگذر                           | مسعود هوشمند    | پرویز مقصدی | پرویز مقصدی    |
| مرتضی            | چلچراغ                               | مسعود هوشمند    | پرویز مقصدی | پرویز مقصدی    |
| لیلا فروهر       | فریاد یک درد                         | اردلان سرفراز   | پرویز مقصدی | پرویز مقصدی    |
| لیلا فروهر       | ماهی تنگ بلور                        | اردلان سرفراز   | پرویز مقصدی | واروژان        |
| لیلا فروهر       | گریه کنیم برای هم                    | اردلان سرفراز   | پرویز مقصدی | واروژان        |
| لیلا فروهر       | بی تو                                | مسعود هوشمند    | پرویز مقصدی | پرویز مقصدی    |
| بتی              | پل                                   | اردلان سرفراز   | پرویز مقصدی | پرویز مقصدی    |
| بتی              | ستاره                                | اردلان سرفراز   | پرویز مقصدی | مارتیک         |
| مرجان            | حسود                                 | ایرج رزمجو      | پرویز مقصدی | منوچهر چشم‌آذر  |
| مرجان            | دودونه                               | ابراهیم شکیبایی | پرویز مقصدی | واروژان        |
| احمدرضا نبی زاده | دودونه                               | ابراهیم شکیبایی | پرویز مقصدی | پرویز مقصدی    |
| احمدرضا نبی زاده | امون از دل مو                        | باباطاهر        | پرویز مقصدی | پرویز مقصدی    |
| احمدرضا نبی زاده | هیزم نیمه نیمه                       | مسعود هوشمند    | پرویز مقصدی | پرویز مقصدی    |
| احمدرضا نبی زاده | رفته از دست                          | اردلان سرفراز   | پرویز مقصدی | پرویز مقصدی    |
| احمدرضا نبی زاده | وای که دلم                           | اردلان سرفراز   | پرویز مقصدی | پرویز مقصدی    |
| شهره صولتی       | تعبیر                                | حسن بی غم       | پرویز مقصدی | پرویز مقصدی    |
| شهره صولتی       | حامی                                 | حسن بی غم       | پرویز مقصدی | پرویز مقصدی    |
| شهره صولتی       | اشک من                               | مسعود هوشمند    | پرویز مقصدی | پرویز مقصدی    |
| حامی             | ماهی دلتنگ                           | اردلان سرفراز   | پرویز مقصدی | علی موثقی      |
| مرتضی پاشایی     | مهمون                                | ایرج رزمجو      | پرویز مقصدی | مرتضی پاشایی   |
| کامران           | جدایی                                | مسعود امینی     | پرویز مقصدی | کاظم عالمی     |
| ایرج خواجه امیری | آرزوی جان منی                        | ...             | پرویز مقصدی | پرویز مقصدی    |
| حسین حسینی       | شهر غریب                             | ایرج جنتی عطایی | پرویز مقصدی | پرویز مقصدی    |
|                  |                                      |                 |             |                |

## تنظیم
| خواننده    | نام ترانه      | ترانه‌سرا     | آهنگ       | تنظیم       |
| ---------- | -------------- | ------------ | ---------- | ----------- |
| افشین مقدم | پاکباخته       | مسعود هوشمند | افشین مقدم | پرویز مقصدی |
| داریوش     | پریا           | احمد شاملو   | داریوش     | پرویز مقصدی |
| داریوش     | زندگی یه بازیه | مینا اسدی    | داریوش     | پرویز مقصدی |
| داریوش     | مهمان ناخوانده | اونیک        | اونیک      | پرویز مقصدی |